# Escaldes-Engordany
Escaldes-Engordany ou les Escaldes i Engordany é uma paróquia do principado de Andorra. Com 30 km² de área e 14 395 habitantes em 2011, é a paróquia andorrana mais populosa a seguir a Andorra-a-Velha, com a qual forma uma área urbana contínua. Situa-se no centro do país, na confluência dos rios Valira do Norte e  Valira Oriental. Até 1978 era parte da paróquia de Andorra-a-Velha. A sua capital, homónima, resultou da união em 1726 de duas localidades distintas e anteriormente bem diferenciadas — Les Escaldes e Engordany.
O nome deve-se às numerosas fontes de água quente existentes na área e que são usadas em termas desde o período romano. Ainda hoje muitos dos numerosos hotéis da paróquia oferecem serviços termais e é em Escaldes-Engordany que se situa o Centro Termolúdico Caldea, um grande centro termal e lúdico.

## História
Há muito poucos dados da área anteriores à Idade Média, embora se saiba que diversos locais estratégicos dos Valls de Andorra fossem habitados. Um desses locais foi Antuix de Engordany. Sabe-se também que Engordany era havitado no século II ou II a.C.
Há mais muitos mais dados sobre o período medieval, graças à documentação do Mosteiro de São Saturnino de Tabérnolas, onde há textos que falam de  pequenos núcleos habitados: Engordany, Els Vilars d'Engordany, el Fener y Engolaster, comunidades fortemente tradicionais, que se caracterizavam pela posse comunal da terra e cujos habitantes viviam de recoleção, pecuária e agricultura. Em alguns documentos do século XII é citado um grupo de "bons homens", provavelmente os chefas de cada casa, que se reuniam quando era necessário tomar uma decisão importante para a comunidade: os prohombres, personagens dotados de algum tipo de significado social, económico e sobretudo moral entre os vizinhos.
Entre os séculos XIV e XV, a situação de conflito e pressão senhorial sobre as comunidades da zona pode ter contribuído para a aparição de grupos de artesãos cada vez mais desvinculados do trabalho agrícola e pecuário, que se dedicaram a atividades até então consideradas complementares. Na zona de Engordany sobressaíram os fabricantes de tecidos de lã.
A existência de águas termais, necessárias para lavar e tingir a lã, possibilitou o surgimento de uma indústria têxtil rudimentar na aldeia de Caldes. O desenvolvimento desta indústria levou à criação em 1604 da Confraria dos Paraires [a] e Tecelões de São Pedro Mártir e Santo Ivo (em catalão: Confraria de Paraires i Teixidors de Sant Pere Màrtir i Sant Ivó) [b]

## Património
- Igreja de Sant Miquel d'Engolasters